# Caralho

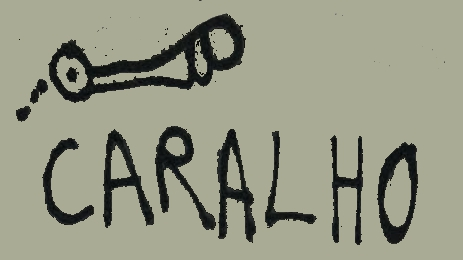
Grafiti numa parede de Lisboa

Caralho é um termo da língua portuguesa usado para designar o membro viril masculino. O termo encontra correspondente no castelhano carajo, no galego carallo, e no catalão carall, sendo exclusivo das línguas românicas da Península Ibérica, não se encontrando em nenhuma outra, incluindo o basco.
Documenta-se o uso do termo desde pelo menos o século X, surgindo regularmente nas cantigas de escárnio e maldizer da poesia trovadoresca medieval, sendo também registado nalguma documentação, além de vários usos antroponímicos e nas toponímias da Península Ibérica, em particular da Catalunha, onde se destacam os vários carall bernat.
Este uso do termo como nome próprio para descrever o membro viril, presente inclusive na documentação oficial, termina com a contrarreforma, passando então a ser considerado como obsceno e impróprio, conotação que mantém até aos dias de hoje. Não obstante, o termo manteve uma incrível vitalidade nas línguas romances ibéricas, sendo usado actualmente com dezenas de sentidos diferentes e como meio de expressar as mais diversas emoções, como estranheza, emoção, lambança ou ameaça, embora em algumas regiões tenha perdido o seu sentido original de membro viril.
O caralho marca presença na poesia e literatura modernas, especialmente como disfemismo e elemento provocador, e por vezes como erotismo, tendo entrado no panteão da mitologia brasileira como caralho-de-asas, que por sua vez inspirou um personagem de banda desenhada (português europeu) ou quadrinhos (português brasileiro), o passaralho.

## Etimologia
Caralho é voz afim em todas as línguas românicas hispânicas, pelo que o filólogo e romanista Joan Coromines supõe uma origem pré-romana, propondo no Diccionario crítico etimológico castellano e hispánico (Coromines e Pascual, 1983) a raiz celta cario para o termo.
O romanista e hispanista austríaco Leo Spitzer propôs o étimo latino-vulgar não documentado *caraculum, que seria um diminutivo de charax (καραξ), significando estaca. Este termo partilha a mesma raiz etimológica de carácter, do grego charácter, que no original em latim significava ferro para marcar gado. O mesmo diz José Pedro Machado no seu Dicionário Etimológico da Lingua Portuguesa (1967), dando como origem para o termo o dito caraculum, do grego charax, significando estaca, empa para vinha.
Em oposição a estas hipóteses, o etimologista Christian Schmitt postula a derivação a partir de um étimo grego καρυον ("noz"), através do latim caryon e de um derivado carálium.
A Real Academia Espanhola dá carajo como de origem incerta. Houve um tempo em que se supôs que esse termo tivesse origem biscainha, mas tal suposição foi posta em causa pois nem Cervantes nem Quevedo, fontes inesgotáveis de todo o tipo de genialidades e grosserias, o usam uma única vez. Por volta de 1970 havia quem tivesse por coisa certa que a origem de carajo estava numa tribo índia do Brasil. O autor americano Carleton Beals pretendeu ter demonstrado no seu livro America south (1937) que "ajo" é crioulo e não espanhol, dando como origem do termo a tribo dos carajos evangelizada pelo Padre Anchieta cerca de 1530. Numa edição anterior a 1965 do seu "Diccionario Etimológico", Coromines havia proposto que carajo pudesse ter derivado de uma aplicação humorística do latim tardio caragius, "bruxo".
Álvaro Galmés de Fuentes propõe como origem etimológica dos carall-bernat catalães a raiz pré-indoeuropeia kar, significando "pedra" ou "rocha", de onde derivaria o carall Balari nas suas Origenes Historicos de Cataluña reproduz esta teoria, já presente na obra Wörterbuch der griechischen Eigennamen (1875) de Wilhelm Pape, segundo a qual caralis significaria "pedra alta" notando, no entanto, que na toponímia catalã as variantes de caralho estão associadas a priapolitos, isto é, rochedos de forma fálica. Balari supõe, ainda, haver uma conexão com a cidade cartaginesa de Caralis, a actual Cagliari, capital da Sardenha. Também Coromines propõe uma hipótese semelhante, segundo a qual carall derivaria do catalão quer ("penhasco"), por um aumentativo querall, sendo expressão sobretudo vulgar, significando ""membro erecto e... duro como um penhasco". Segundo Rafael Chacón, estas teorias emanam dum desejo regional de favorecer uma origem catalã para o termo, forçando um sentido original em carall a partir dos rochedos, quando o mais provável é que estes tenham sido assim nomeados por terem forma fálica, e não o inverso.

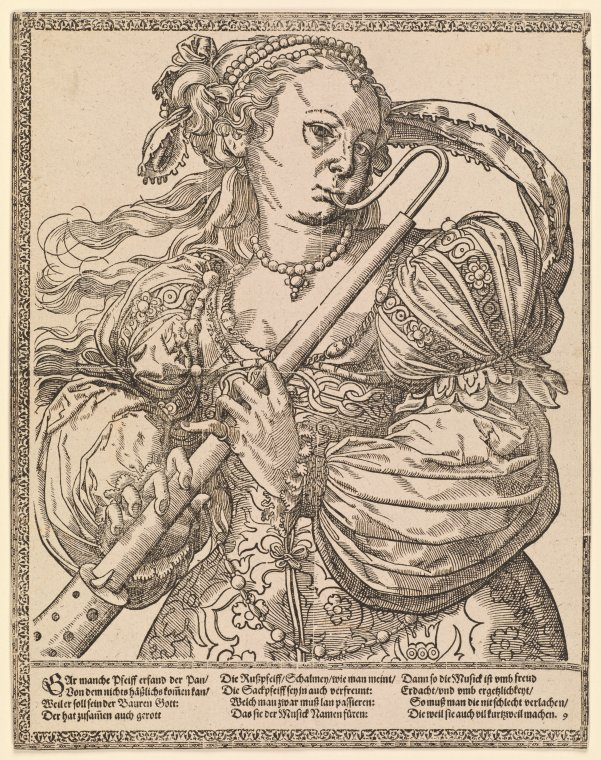
Mulher tocando um tipo de charamela ou caramillo, gravura alemã do século XVI

O linguista galego Rafael Chacón Calvar propõe como melhor hipótese a raiz indo-europeia cara-, que não só está na origem de carácter e caraculum, como de outras palavras que pelo seu significado lhe estão associadas, como carambano, “Pedaço de gelo mais ou menos largo e pontiagudo”, ou o português e galego caramelo, que na origem significava o mesmo que carambano. Também o castelhano caramillo, do latim calamellus, “flautinha de cana ou madeira de som muito agudo”, e outras como o castelhano garabato, de origem pré-romana segundo a Real Academia Espanhola, e que significa “pau de madeira dura formando um gancho no seu extremo”, tal como o carrall bernat catalão, e que passou ao português como garavato “pau munido de um gancho” e graveto, "fragmento de ramo de árvore". Com o mesmo sentido existem os vocábulos galegos garabato e garabullo ou garaballo, significando “pau delgado e pequeno usado sobretudo para fazer lume”. O DRAE dá garabito como significando "gancho", "garabato", que também significa em algumas zonas castelhanas “uma espécie de gancho com um buraco na ponta que servia para passar um cordel e assim poder atar as cargas de erva ou asfódelos.”
Na raiz cara- persiste a ideia de pau ou pauzinho mais ou menos ganchoso, o que poderá indicar que carajo, carallo, caralho ou carall serão eufemismos para designar metaforicamente o pénis a partir da ideia de pau ou gancho, o qual também se torna rígido quando estimulado. Rafael Chacón nota que todas as designações para o membro viril parecem ser figurativas e metafóricas, como se houvesse um tabu em relação à coisa em si, mas não aos termos usados para se lhe referir, pelo que talvez nunca seja possível saber qual o nome original ou próprio desse membro. O próprio termo pénis, geralmente visto como a designação culta ou científica do caralho, no seu original em latim não significava mais que o "rabo ou cauda dos quadrúpedes".
Não obstante as várias etimologias propostas, o termo caralho tem muitas possibilidades de ser uma criação expressiva que, a concretizar-se, tornaria muito difícil a sua interpretação como eufemismo, dada a facilidade com que este tipo de termos se contamina de sentidos e associações que, à partida, deveria evitar. O seu uso na lírica galaico-portuguesa em contextos que denotam uma clara intenção de "grosseiro realismo", assim como a sua capacidade para gerar derivados (escaralhado, encaralhado) e antropónimos (Caralhote, Carayuelo), colocam em evidência uma expressividade, implantação, e até um carácter festivo mais próprios dos disfemismos que dos eufemismos. Os vários sinais da presença do termo na toponímia e antroponímia das várias regiões peninsulares falantes da língua romance, sempre com o mesmo sentido e a mesma pauta de uso, são uma clara referência à sua expressividade, ao mesmo tempo que sugerem que o seu uso na linguagem falada estava muito mais divulgado do que se poderia pensar.

## Uso histórico

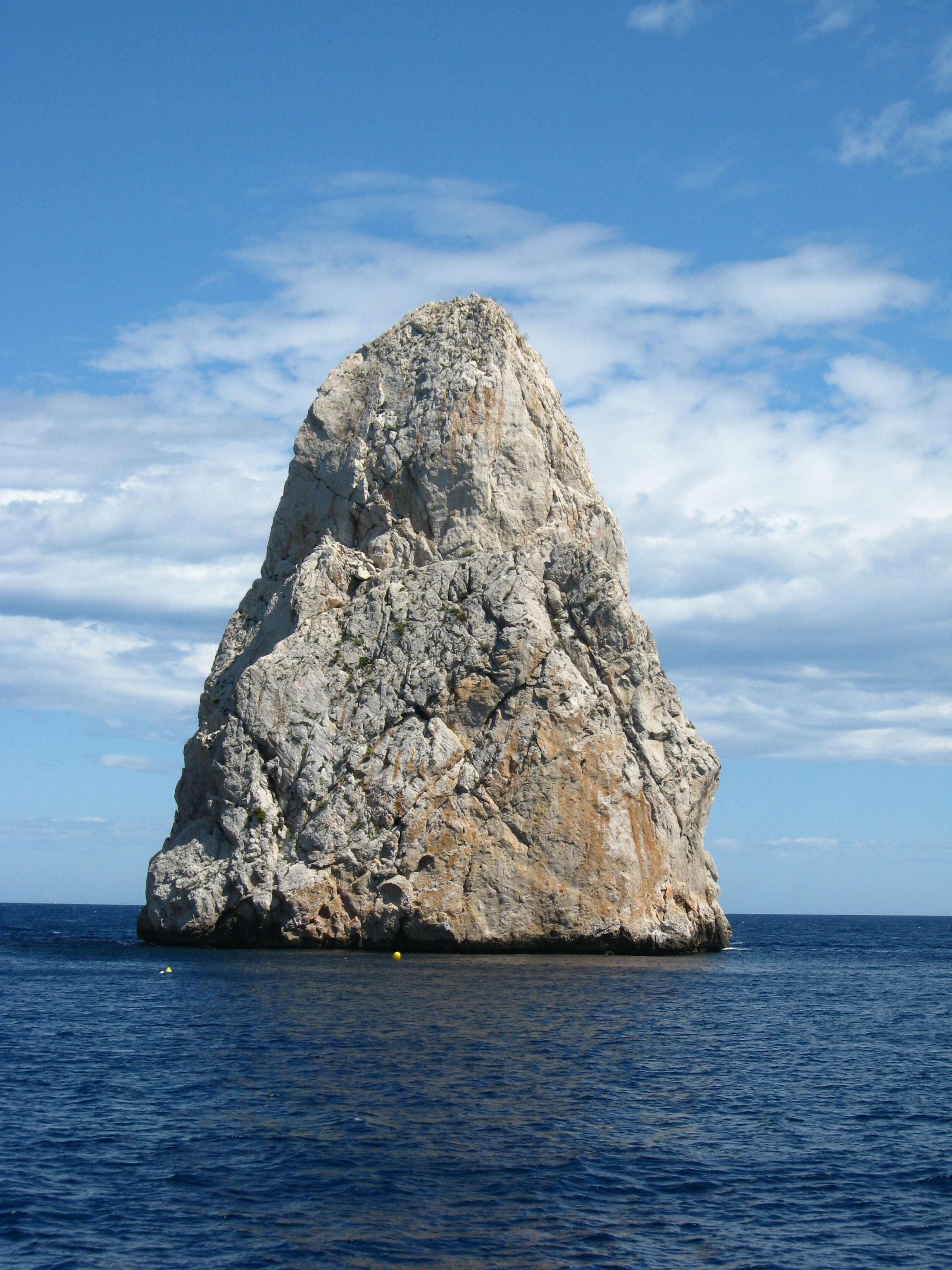
A ilhota de Carall Bernat, uma das Ilhas Medas na Costa Brava espanhola, deve o seu nome à sua aparência fálica

A antiguidade do termo caralho não oferece dúvidas, nem tão pouco a sua caracterização vulgar e obscena, patente já no primeiro registo documentado do termo na língua romance — posto que indirectamente — num privilégio outorgado ao Mosteiro de São Pedro de Roda datado de 982, onde se regista um mons Caralio, cujo nome havia sido evitado alguns anos antes numa doação ao mesmo mosteiro, feita em 974, porque "tem nome desonesto e indecoroso". Este mons Caralio, latinização do nome local de uma rocha ainda hoje conhecida como Puig Carallot, na zona de Cadaqués, juntamente com a ilhota de El Carallot ou Lo Carallot, rochedo monolítico de 32 metros parte do arquipélago das Ilhas Columbretes, e com a ilhota de Carall-Bernat, nas Ilhas Medas, constitui um dos poucos exemplos da preservação explícita do sentido fálico de carall, hoje geralmente estropiado em cavall, ainda existentes na topografia dos Países Catalães. Estes carall bernat são sempre picos de forma fusiforme e proeminentes na paisagem, de aspecto fálico. Entre os muitos carall bernat catalães existe uma montanha sagrada na região de Monserrat, que o pudor local, tal como em outros lados, já converteu em Cavall Bernat, termo disparatado e sem qualquer relação com a realidade oronímica que representa, por forma a disfarçar o seu carácter "obsceno". 
A primeira menção do carallo galego ocorre numa das cantigas do castelhano Pedro Burgalês em meados do século XIII, dedicada a uma certa Maria Negra, mulher já velha e enamorada do trovador, que aqui era representada como sequiosa de macho e reduzida agora a comprar membros viris, que logo espatifava pelo tanto uso que lhes dava:
| “ | Maria Negra, desventuirada E por que quer tantas pissas comprar? Pois lhe na mão non queren durar E lh´assi morren aa malfa[da]da? E un caralho grande que comprou, Oonte ao serão o esfolou, E outra pissa tem ja amormada. | ” |

Na mesma época um derivado de caralho ocupa lugar proeminente numa das peças do trovador galaico-português Martin Soares, versando sobre uma donzela em tempos desonrada por um personagem de nome Dom Caralhote, que decide raptá-lo e mantê-lo preso para sempre por vingança. O nome de Dom Caralhote, anti-herói traiçoeiro e debochado, parodiava o personagem arturiano Lançarote, do qual tinha as qualidades em inversa proporção. No mesmo que realça o principal atributo do personagem, proporciona uma comédia burlesca de duplos sentidos: "e a dona cavalgou e colheu i / Don Caralhote nas mãos; e ten, /pois-lo ha preso, ca está mui ben"; e mais adiante, numa clara alusão ao órgão sexual feminino e à promiscuidade da sua bõa dona, que já tantos aí prendera antes do infortunado Caralhote:
| “ | A bõa dona, molher mui leal, pois que Caralhote houv'en seu poder, mui ben soube o que dele fazer: e meteu-o logu'en un cárcer atal, u moitos presos jouveron assaz; | ” |

Regista-se também o uso, novamente antroponímico, do mesmo derivado como sobrenome ou alcunha, numa demanda datada de 5 de Novembro de 1393, entre Frei Rui Gonçalves dos Campos, comendador da vila de Dornes, e João Anes Caralhote, morador no Carril, termo da dita vila. O mesmo apelido é registado também na zona de Évora na época medieval.

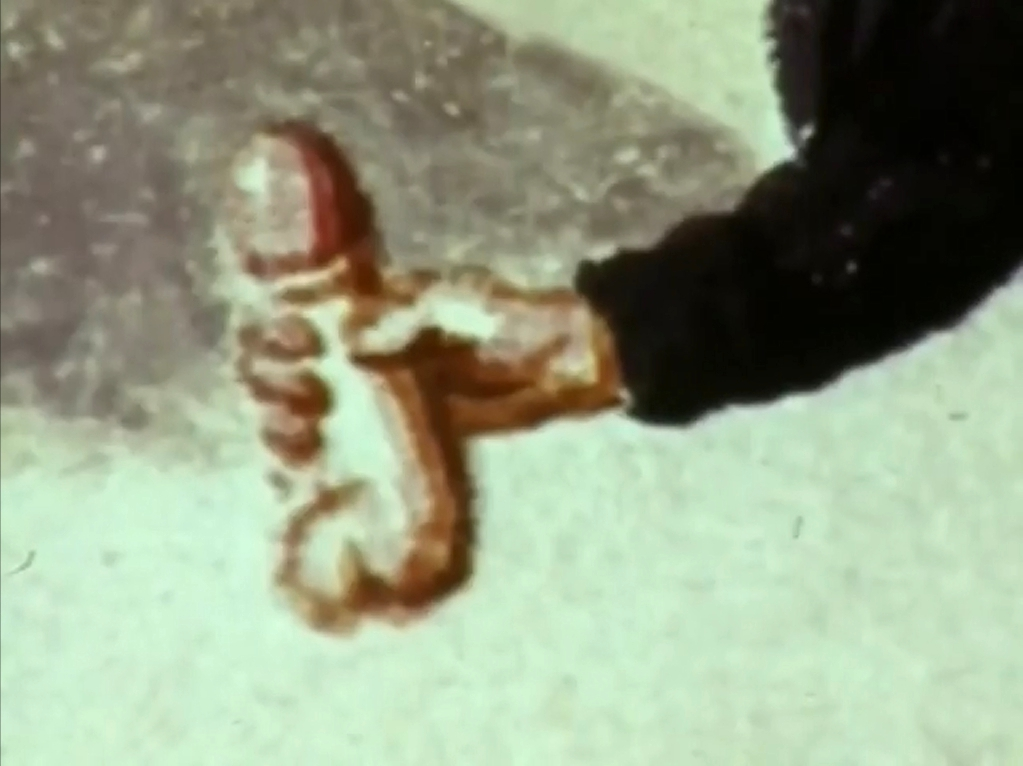
"Caralho de mesa" ou "caralho francês", iluminura medieval

Em 1247, na documentação do Mosteiro de Sahagún, província de León, regista-se o uso antroponímico de um outro derivado de caralho, num certo Pedro Carayuelo, e, em 1160, o sobrenome de Sancho Caraylho.
Outro derivado de carallo surge numa cantiga de escárnio e maldizer de Fernán Esquío, na segunda metade do século XIII, dedicada a um frade que chamavam escaralhado, o qual, segundo o trovador, mais propriamente deveria ser chamado encaralhado, pelos tantos filhos e filhas que fazia.
Noutra cantiga do mesmo Fernán Esquío são mencionados quatro caralhos franceses, e mais adiante quatro caralhos de mesa, que o trovador envia a uma Dona Abadessa. Trata-se na verdade de consoladores, ancestrais dos vibradores dos nossos dias, peças de origem francesa em voga na Idade Média para uso das mulheres que não podiam ou não queriam chegar-se aos homens. Conforme se deduz da cantiga, estes objectos adornavam os toucadores das senhoras da época.
Ainda no século XIII regista-se o seu uso numa das cantigas do trovador português Joan Garcia de Guilhade, dedicada a uma certa Dona Ouroana: "mais, cada que quiserdes cavalgar, / mandade sempr[ e] a besta chegar / a un caralho, de que cavalguedes." Estêvão da Guarda, trovador português do século XIV, também o usa numa das suas cantigas:
| “ | Alá guarde toda prol, en seu seo, Álvar Rodríguiz, que pos en tomar daqueste mouro, que non quis guardar de seu foder, a que tan moço veo; ca maestr'Alí diz que días ha que sabe d'Álvar Rodríguiz que ja fod'este mouro a caralho cheo. | ” |

Na chancelaria de D. Afonso V encontra-se o uso do termo numa carta de perdão régio, datada de 12 de Fevereiro de 1452, e destinada a Tristão da Ilha, capitão do donatário de Machico, pelo degredo que lhe tinha sido imposto pelos muitos tormentos que infligira a Diogo de Barradas, por que este "lhe veera a dormir comm hũa sua filha", e a quem "lhe cortara a pissa e os colhõoes e ho bico de hũa orelha, e ho teuera presso por tempo, teendolhe as mãoos atadas", lendo-se mais adiante que "nos [el-Rei]... querendolhe fazer graça e mercee; teemos por bem e perdoamoslhe a nossa justiça, a que nos o dicto Tristam, per razom do tormento da pisa e caralho e colhõoes e bico dorrelha e aleyjamento de mãaos era theudo."
Em 1466, num documento notarial da cidade de Ourense, pode ler-se: ""Juan Telo, notario, vesino da dita çidade, se obligó a pagar a Afonso Lopes, canónigo, quando fose julgado, se morrese o seu mulo do dito Afonso Lopes, por cuanto — fillo de Catalina Touciña, de Niñodaguia, lle cortou o carallo con un coytelo podadoyro." De notar que a presença do termo neste texto notarial sobre uma querela, referindo directamente o membro viril fora do contexto folgazão das cantigas de escárnio, é excepcional e sem relação com a actividade sexual.
O termo surge pela primeira vez no castelhano cerca de 1400 no Glosario del Escorial, onde se define androgenus como "onbre que tiene conno et carajo", ermafroditus,-i por "onbre que tiene pixo et conno", e pleplucium,-i, por "capillo del carajo". O primeiro registo na literatura castelhana ocorre na cantiga Dezir a la manera de disfamación de Alfonso Álvarez de Villasandino, que morreu por 1525, poeta amplamente representado no Cancioneiro de Baena (1545), na qual se encontram os seguintes versos:
| “ | Señora, pues que no puedo Abrevar mi carajo En ese vuestro lavajo | ” |

Durante todo este tempo em que se produziu a poesia trovadoresca, caralho foi usado como termo próprio para o membro viril, a par de outros como pissa, membro, pisso e peça. A clara inclinação para o uso de termos como caralho e cona presente na lírica profana galaico-portuguesa, em particular nas cantigas de escárnio e mal dizer, denota a sua forte implantação na linguagem falada, assim como uma inclinação para o "realismo grosseiro", patente no seu uso reiterado em contextos inequivocamente vulgares, permitindo colocá-los na categoria dos disfemismos.
A naturalidade com que se falava de caralho, carajo ou carallo, até em documentos públicos, desaparece da literatura após a contrarreforma, passando desde então a ser considerada uma expressão obscena (ou seja, fora de cena, inconveniente), mal-sonante, e de uso coloquial ou vulgar. Consequentemente, o primeiro dicionário elaborado pela Real Academia Española não contempla o termo.
Todavia, este tipo de obscenidade não seria censurada pela Inquisição enquanto obscenidade sexual segundo os critérios da moralidade burguesa hoje dominante, a qual estava mais preocupada com actos e palavras que eventualmente pudessem configurar heresia. A exemplo, caso a Inquisição se ocupasse do poema Senhora Cota Vieira do poeta barroco baiano Gregório de Matos, não o censuraria por passagens repletas de obscenidades como "que ao cono lhe chamais cono / chamais caralho à caralha", mas apenas pela sua interpretação enquanto elemento indiciador de judaísmo, erasmismo, libertinagem, maquiavelismo ou luteranismo.
Ainda na segunda metade do século XVIII, é referido pelo Padre Sarmiento no seu Catálogo de voces y frases gallegas, quando se refere aos diferentes nomes que recebem alguns peixes e mariscos. Segundo ele, carallo de rey seria um peixe do tamanho e sabor de uma faneca, mas muito vermelho e colorido, razão de lhe terem dado um tal nome obsceno e impudico. Refere também carallo como nome dado ao lingueirão ou navalha (Solen marginatus), suspeitando também que o mesmo se aplica ao perceve em certas zonas da Galiza, quando diz que "el nombre absoluto, que omití por deshonesto, significa también el pezebre, más siendo tanta la semejanza". O mesmo autor recorda que Nicandro fala de um certo marinum pudendum, observando a antiguidade do uso de designar mariscos por nomes obscenos. Dá ainda o exemplo de o mexilhão levar o nome de cona, o coño castelhano — que por precaução beneditina não se atreve a escrever em castelhano, transcrevendo-o em caracteres do alfabeto grego por forma a evitar cometer ele próprio uma obscenidade — uma vez que o dito molusco apresenta na polpa uma figura semelhante ao órgão sexual feminino e da qual também saem barbas. Carallete e carallote são termos também recolhidos por Sarmiento e que designavam um outro tipo de navalha. O padre beneditino aponta ainda que em San Sebastián existe carajito de rey, e carajuelo em Santander.

## Uso moderno
Caralho, tal como todas as expressões que se referem às partes genitais, pertence actualmente a um campo do léxico fortemente tabuizado, geralmente sujeitas a interdição linguística e banidas da conversação entre gente educada. Entre as expressões obscenas, caralho é a mais conhecida, sendo porém evitada, ou quando usada na linguagem popular e coloquial, o seu uso dá-se geralmente de forma encoberta e eufemística, por modificação ou estropeação fonética. Na boa sociedade nem estes artifícios eufemísticos são usados, ocorrendo sobretudo na fala da gente do povo. A evocação pode ser feita através de um outro termo que rime com a palavra, como frangalho, ou qualquer palavra que comece com ca(r), como caraças, catano ou catatau. Outro eufemismo frequente, carago!, expressão exclamativa derivada do castelhano carajo, tem um uso mais tolerado graças ao efeito atenuador que os estrangeirismos tomam quando equiparados às palavras do vocabulário erótico da língua materna.
No castelhano ocorre o mesmo tipo de substituição do tabuísmo ou disfemismo carajo por eufemismos como caray. Na versão deste idioma usada nas Américas ocorreu com este termo um exemplo de disfemismo muito interessante: No México, embora se use com muita frequência carajo como elemento expressivo, mantendo o seu carácter injurioso, o termo não pertence mais ao léxico erótico, tendo perdido o conceito original tabu que lhe serve de motor.
Na língua portuguesa o termo mantém o primievo carácter concreto e de um erotismo obsceno e provocador, evidenciado no poema Elixir do pajé (1875) de Bernardo Guimarães: "Que tens, caralho, que pesar te oprime / que assim te vejo murcho e cabisbaixo, / sumido entre essa basta pentelheira, / mole, caindo pela perna abaixo?", onde o uso de termos como caralho, inscritos numa linguagem dita vulgar e "baixa", constituiu argumento primordial para a exclusão do poema do cânone romântico. O mesmo ocorre na obra O Medo de Al Berto - "Nervokid sepulta o sexo na areia, volta-se repentinamente, aponta o caralho ao sol e vem-se.", onde a crueza das palavras é usada para expressar e até reabilitar uma atitude provocadora e marginal, não contemplada nos cânones culturais dominantes da época. O valor da expressão obscena na literatura deriva, assim, da transgressão de um interdito social, buscando o erotismo no prazer de transgredir aquilo que é proibido.
Na lírica brasileira contemporânea o uso de caralho e outros palavrões ocupa, dentro da poesia erótica, um lugar de destaque, visível na produção presente nas diversas antologias do género e no espaço que lhe é dedicado nas revistas literárias especializadas. Dada a tradicional ligação do uso da expressão obscena à vileza e à injúria pura e simples, a sua utilização para fins eróticos e artísticos na literatura erótica constitui uma atitude arrojada, seguindo uma tradição que vem dos primórdios da própria literatura, presente já na Antiguidade helénica em obras como a Antologia Palatina.

### Diversidade semântica

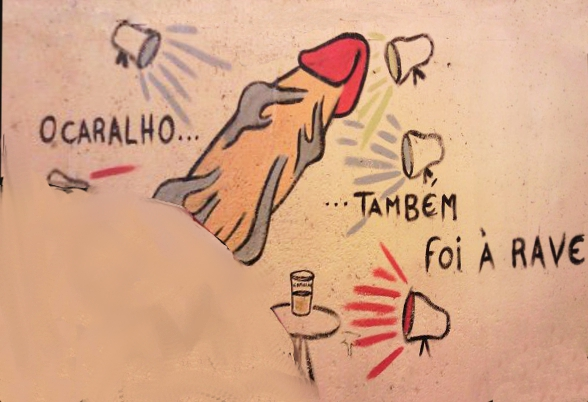
Graffiti humorístico sobre o caralho numa parede em Portugal

A vitalidade do termo caralho e dos seus congéneres é de tal ordem que desde há muitos anos que circulam panfletos, inclusive impressos, intitulados "Apologia do caralho", "carallo" ou "carajo", segundo a língua a que se destinavam, nos quais se descrevem os diversos significados e usos da palavra, especialmente na versão galega, que é onde o uso de caralho parece ter tido um maior desenvolvimento. Sobre isso escreveu jocosamente o antropólogo galego Xabier Vila-Coia: "Se hai umha palavra na língua que identifique ao ethos galego esa é caralho. Son tantas as expresons nas que se emprega que poderiamos dizer, sem medo a errar, que o home galego é umha espécie de caralho andante."
Segundo os ditos panfletos, o termo serve tanto para designar estranheza, emoção, lambança, ameaça, quantidade grande de algo — assim como quantidade escassa do mesmo — como que imitando as variações do membro viril conforme as circunstâncias. O poeta uruguaio Francisco Acuña de Figueroa, cujos apelidos traem os seus antepassados galegos, consegue meter nos seus versos até setenta e três significados diferentes de caralho no poema Apología y Nomenclatura del Carajo.
Apesar de malsoante, a palavra presta-se de modo perfeito a servir de válvula de escape nos momentos de tensão, raiva e desespero. Carajo foi, segundo conta Luis Peru de Lacroix no seu Diário de Bucaramanga, a expressão favorita de Simón Bolívar. Nos dias da infausta Convenção de Ocanha, ao referir-se a certas pessoas que considerava culpadas pela dissolução da Grande Colômbia, dizia: "Esos carajos!". Persuadido de que havia "arado o mar", e sentindo a tempestade a baixar sobre a sua cabeça, passeava sozinho, cabisbaixo, com as mãos atrás das costas, dizendo frequentemente "Carajo! Carajo!"
Estes panfletos visavam demonstrar a riqueza da própria língua, mostrando os significados e usos da palavra caralho segundo a própria idiossincrasia ou carácter popular de cada língua, do génio popular, e da visão do mundo peculiar que cada uma delas diz possuir, ainda que neste caso os usos sejam muito parecidos. Algumas particularidades importantes estavam, porém, ausentes dos panfletos, como o facto daquilo que em galego é excelente e de boa qualidade ser caralludo, em castelhano ser cojonudo. Não existe o termo galego colloúdo nem tão pouco o castelhano carajudo. Do mesmo modo em galego, quando se quer expressar aflição, não se tocam os colhões, mas o caralho, e não só se toca como também se rasga, embora no sentido de não fazer nada. Quando se quer expressar desprezo a algo ou alguém usa-se em castelhano "Me importa un cojón o tres cojones", enquanto que o galego usa carallo para o mesmo efeito. Assim mesmo quando se quer expressar perplexidade em galego usa-se ¡Manda carallo!, donde se constata que onde o galego põe o caralho, o castelhano mete os colhões. Quando algo corre bem, diz-se em galego que Saíume de carallo, enquanto que em castelhano se usa Me salió de cojones. No entanto, a valentia ou falta dela tanto se expressa em castelhano como em galego como no tener cojones ou collóns, o mesmo ocorrendo no português não ter colhões ou não ter tomates. Esta preferência de uma língua por carallo e da outra por cojón pode ser sinal de diferenças de profundidade entre ambas.

### Caralho-de-asas

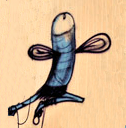
Graffiti de um caralho-de-asas no Tucuruvi, São Paulo, Brasil

No Brasil, o caralho, na qualidade de órgão genital masculino, foi transformado no mito do caralho-de-asas. O mito difere conforme o narrador. Deste modo, numa versão de narrativa masculina, o "caralho-de-asas" define-se como a entidade responsável por uma gravidez de paternidade não-identificada, enquanto que numa narrativa em grupo feminino, a referência ao caralho-de-asas toma a forma de advertência às moças, para que não tomem banho de rio e de açude, bem como não durmam "desprevenidas", ou seja, sem roupas íntimas.
O mito do caralho-de-asas parece reminiscente da lenda grega de Leda e o cisne, segundo a qual Júpiter, metamorfoseado em cisne, manteve relações sexuais com a ninfa Leda, concebendo os gémeos Castor e Pólux. O mito entrou para a iconografia urbana, já documentada em cidades como o Rio de Janeiro e o Recife, estando presente também como personagem de banda desenhada (português europeu) ou quadrinhos (português brasileiro) em revistas de palavras cruzadas e enigmas destinadas ao público masculino, tomando o nome de "passaralho".
O caralho-de-asas é utilizado ainda como trote, inclusive entre adultos e no mundo político.